# Muziris leptochirus
Muziris leptochirus là một loài nhện trong họ Salticidae.
Loài này thuộc chi Muziris. Muziris leptochirus được Tord Tamerlan Teodor Thorell miêu tả năm 1881.